# Rhodacaroidea
Rhodacaroidea (лат.) — надсемейство хищных гамазовых клещей из отряда Mesostigmata надотряда Parasitiformes. Насчитывают более 700 видов.

## Описание
Мелкие хищные клещи (длина около 1 мм). Они широко распространены в поверхностных и подповерхностных слоях почвы и в скоплениях разлагающегося органического материала, такого как компост, навоз и приливно-отливный мусор литоральной области. Потенциальная полезность некоторых видов этого надсемейства в качестве биологических индикаторов состояния почвенных экосистем рассматривалась в первую очередь для северных регионов с умеренным климатом. 
Дорсальный щит цельный или разделённый, обычно с двумя парами склеротических образований (склеронодули) в передней части. Стернальный щит самок обычно с 4 парами щетинок. Бедро первой пары ног обычно с 13 щетинками, включая 4 вентральных. Голени первой пары ног с 3—4 вентральными, 5—6 дорсальными щетинками и 2 антеролатеральными щетинками. Голени третьей пары ног с 7—8 щетинками.
С трёхраздельным коготком на лапке педипальп (Digamasellidae и Teranyssidae с двухраздельным коготком на лапке педипальп); с сетой st4 на стернальном щите (Halolaelapidae с щетинкой st4 на отдельных метастернальных пластинках или на мягких покровах позади грудинного щита); генитальный щиток с парой щетинок и отделяется от вентрианального или анального щитка; обычно с вентрианальным щитком, несущим 1-9 пар преанальных щетинок (некоторые Halolaelapidae и Teranyssidae с анальным щитком, несущие только околоанальные щетинки).

## Классификация
Более 700 видов в 6 семействах.
- Digamasellidae Evans, 1957 (13 родов, 261 вид)
- Halolaelapidae Karg, 1965 (4, 80)[4]
- Laelaptonyssidae Womersley, 1956 (1, 6)
- Ologamasidae Ryke, 1962 (45, 452)
- Rhodacaridae Oudemans, 1902 (15, 148)
- Teranyssidae Halliday, 2006 (1, 1)[5]